# واکنش بیشلر-نپیرالسکی
واکنش بیشلر-نپیرالسکلی (انگلیسی: Bischler–Napieralski reaction) یک واکنش جایگزینی هسته‌دوستی درون مولکولی آروماتیک می‌باشد که منجر به حلقه‌زایی ترکیباتی همچون بتا-آریل‌اتیل‌آمیدها یا بتا-اتیل‌کربامات‌ها می‌شود. این واکنش برای اولین بار در سال ۱۸۹۳ توسط آگوست بیشلر و برنارد نپیرالسکی در پژوهشی در دانشگاه زوریخ کشف گردید. از این واکنش به صورت بسیار ویژه در سنتز دی‌هیدروکینولین‌ها که قابلیت اکسید شدن به ایزوکینولین‌ها را دارند، استفاده می‌شود.